# Uldzsiro 1-ka állomás
Uldzsiro 1-ka (Euljiro 1-ga) állomás metróállomás a szöuli metró 2-es vonalának állomása. A közelében található a turizmusáról ismert bevásárlónegyed, Mjong-tong (Myeong-dong). A Lotte bevásárlóközpontot közvetlenül a metróállomásból el lehet érni.

## Viszonylatok
| 2-es vonal                                                         | 2-es vonal | 2-es vonal                                                                    |
| ------------------------------------------------------------------ | ---------- | ----------------------------------------------------------------------------- |
| Városháza állomás (külső oldal) Cshungdzsongno (Chungjeongno) felé | fő vonal   | Uldzsiro 3-ka (Euljiro 3-ga) (belső oldal) Cshungdzsongno (Chungjeongno) felé |